# Episodi di King of the Hill (sesta stagione)
La sesta stagione della serie animata King of the Hill, composta da 22 episodi, è stata trasmessa negli Stati Uniti su Fox dall'11 novembre 2001 al 12 maggio 2002.
In Italia la stagione è stata trasmessa dal 2 novembre 2004 al 12 gennaio 2005 su Fox. Nell'edizione italiana alcuni episodi non possiedono un titolo, non essendo stato scritto né in sovrimpressione video né segnalato sulle guide TV.
| nº | Codice di produzione | Titolo originale                          | Titolo italiano                                | Prima TV USA     | Prima TV Italia  |
| -- | -------------------- | ----------------------------------------- | ---------------------------------------------- | ---------------- | ---------------- |
| 1  | 5ABE24               | Bobby Goes Nuts                           | Bobby Goes Nuts                                | 11 novembre 2001 | 2 novembre 2004  |
| 2  | 6ABE02               | Soldier of Misfortune                     | Un agente molto speciale                       | 9 dicembre 2001  | 3 novembre 2004  |
| 3  | 5ABE13               | Lupe's Revenge                            | Lupe's Revenge                                 | 12 dicembre 2001 | 9 novembre 2004  |
| 4  | 6ABE04               | The Father, the Son, and J.C.             | Un insolito Natale                             | 16 dicembre 2001 | 10 novembre 2004 |
| 5  | 6ABE06               | Father of the Bribe                       | Tentativo di corruzione                        | 6 gennaio 2002   | 16 novembre 2004 |
| 6  | 6ABE09               | I'm with Cupid                            | Lezioni di corteggiamento                      | 10 febbraio 2002 | 17 novembre 2004 |
| 7  | 6ABE12               | Torch Song Hillogy                        | La fiamma olimpica                             | 17 febbraio 2002 | 23 novembre 2004 |
| 8  | 6ABE03               | Joust Like a Woman                        | Joust Like a Woman                             | 24 febbraio 2002 | 24 novembre 2004 |
| 9  | 6ABE14               | The Bluegrass Is Always Greener           | La musica del vicino è sempre più orecchiabile | 24 febbraio 2002 | 30 novembre 2004 |
| 10 | 5ABE21               | The Substitute Spanish Prisoner           | The Substitute Spanish Prisoner                | 3 marzo 2002     | 1º dicembre 2004 |
| 11 | 5ABE20               | Unfortunate Son                           | Unfortunate Son                                | 10 marzo 2002    | 7 dicembre 2004  |
| 12 | 6ABE07               | Are You There God? It's Me, Margaret Hill | Le vie del Signore                             | 17 marzo 2002    | 8 dicembre 2004  |
| 13 | 6ABE10               | Tankin' It to the Streets                 | A spasso col carro armato                      | 31 marzo 2002    | 14 dicembre 2004 |
| 14 | 6ABE08               | Of Mice and Little Green Men              | Il segreto di Nancy                            | 7 aprile 2002    | 15 dicembre 2004 |
| 15 | 6ABE11               | A Man Without a Country Club              | Il socio onorario                              | 14 aprile 2002   | 21 dicembre 2004 |
| 16 | 6ABE13               | Beer and Loathing                         | Beer and Loathing                              | 14 aprile 2002   | 22 dicembre 2004 |
| 17 | 6ABE15               | Fun with Jane and Jane                    | La setta                                       | 21 aprile 2002   | 28 dicembre 2004 |
| 18 | 6ABE16               | My Own Private Rodeo                      | My Own Private Rodeo                           | 28 aprile 2002   | 29 dicembre 2004 |
| 19 | 6ABE05               | Sug Night                                 | Sogni erotici                                  | 5 maggio 2002    | 4 gennaio 2005   |
| 20 | 6ABE17               | Dang Ol' Love                             | Sedotto e abbandonato                          | 5 maggio 2002    | 5 gennaio 2005   |
| 21 | 6ABE20               | Returning Japanese                        | Returning Japanese                             | 12 maggio 2002   | 11 gennaio 2005  |
| 22 | 6ABE21               | Returning Japanese II                     | Returning Japanese II                          | 12 maggio 2002   | 12 gennaio 2005  |